# Zaslaŭjereservoaren
Zaslaŭskaje Vadaschovisjtja (vitryska: Заслаўскае Вадасховішча) är en reservoar i Belarus.   Den ligger i voblasten Minsks voblast, i den centrala delen av landet, 15 km nordväst om huvudstaden Minsk. Zaslaŭskaje Vadaschovisjtja ligger 207 meter över havet. Arean är 24,4 kvadratkilometer. Den sträcker sig 6,5 kilometer i nord-sydlig riktning, och 8,7 kilometer i öst-västlig riktning.
Följande samhällen ligger vid Zaslaŭskaje Vadaschovisjtja:
- Siomkava (1 522 invånare)